# Radiație cosmică de fond
Radiația cosmică de fond este o formă de radiație electromagnetică care se găsește peste tot în Univers. Are temperatura de 2,725 K și frecvența de 160,4 GHz ce corespunde unei lungimi de undă de 1,9 mm, fiind încadrată în domeniul microundelor. Este cea mai concludentă dovadă pentru modelul Big Bang al apariției Universului. Aceasta poate fi detectată cu ajutorul unui radiotelescop ca o prezență constantă, ce nu are ca sursă vreo stea sau alt obiect ceresc.
Conform teoriei Big Bangului, întreg universul - materie și energie - a explodat dintr-un singur punct foarte fierbinte numit singularitate. Universul în expansiune s-a răcit adiabatic iar o mare parte din energia inițială a fost transformată în materie. Totuși o cantitate de energie a rămas sub formă de fotoni. Aceasta este radiația cosmică de fond.
A nu se confunda cu radiația cosmică. Aceasta constă din raze de particule de înaltă energie ce provin de la Soare, Calea Lactee și alte galaxii îndepărtate.

## Caracteristici
Radiația de fond ne apare precum un corp negru perfect la limita preciziei instrumentelor de măsurare. Temperatura sa este de 2,728±0,002 K. Maximul de energie este radiat la o frecvență apropiată de 160 GHz. 

## Relatia cu Big Bang
Potrivit teoriei Big Bang, la 10−37 secunde de la formarea Universului, acesta a cunoscut o creștere exponențială, înlăturând orice lipsă de omogenitate, proces cunoscut ca inflație cosmică. Aceasta a fost urmată de ruperea simetriei și crearea forțelor fundamentale și a particulelor elementare. La 10−6 secunde, Universul era format dintr-o plasmă fierbinte de electroni, fotoni și barioni. Fotonii reacționau permanent cu plasma prin intermediul procesului Împrăștiere Thomson. Odată cu expansiunea Universului, plasma s-a răcit adiabatic, permițând electronilor să interacționeze cu protonii pentru a forma atomii de hidrogen, iar fotonii s-au decuplat de materie, având posibilitatea de a călători liber prin spațiu. Temperatură de culoare a fotonilor a scăzut odată cu expansiunea Universului, ajungând acum la 2,7 K.

## Anizotropii
Radiația cosmică de fond este în procent de 99.9% uniformă, fluctuațiile apar mai ales datorită mișcării Căii Lactee și a Sistemului Solar. Astfel apare o anizotropie de tip dipol:
- Fotonii care ne apar din direcția mișcării sunt deplasați spre albastru datorită efectului Doppler. Temperatura radiației de fond este mai ridicată în aceste porțiuni ale cerului.
- Fotonii care ne apar din direcția opusă sunt deplasați spre roșu, iar temperatura radiației de fond este mai scăzută.

Prin analiza acestui dipol este posibil calculul propriei mișcări în raport cu radiația de fond. 
Variațiile de temperatură pe scale unghiulare mici pot fi împărțite în anizotropii primare și secundare
Anizotropii primare
Anizotropiile primare sunt anizotropii ce au apărut datorită efectelor din momentul creării radiației cosmice de fond. Astfel de efecte sunt:
- Efectul Sachs-Wolfe: Radiația, ce provine din regiuni supradense suferă o deplasare spre roșu datorită gravitației. Din acest motiv radiația de fond din această direcție are o temperatură ușor mai mică. Pe de altă parte, acest efect este compensat prin dilatarea timpului prin gravitație. Astfel provin fotonii din regunile supradense dintr-o perioadă ușor mai tânără a universului, când acesta era ușor mai cald. Aceste două efecte, ce apar doar împreună se numesc efectul Sachs-Wolfe.
- Fluctuațiile de densitate din universul timpuriu creează mișcarea particulară. Aceasta reprezintă viteze ale materiei care se suprapun vitezei de expansiune a spațiului. Electronii cu care fotonii s-au ciocnit ultima dată au astfel o componentă suplimentară de viteză care depinde de densitate.
- Dacă densitatea barionică este crescută într-o zonă mică (prin oscilații acustice barionice), barionii sunt comprimați adiabatic și devin astfel mai fierbinți. Deoarece barionii sunt în echilibru termic cu fotonii, energia fotonilor crește de asemenea. [1]

Anizotropii secundare
Anizotropiile secundare sunt anizotropii cauzate de efecte care au apărut abia mai târziu în calea fotonilor prin spațiu. Acestea includ în special:
- Există electroni liberi în univers cu care fotonii se pot ciocni. Deoarece ciocnirea de tip Thomson este în mare parte izotropă, direcția fotonului după împrăștiere este în mare parte independentă de direcția sa înainte de împrăștiere. Fotonii împrăștiați nu mai poartă nicio informație despre fluctuațiile radiației cosmice de fond. Ca rezultat, anizotropiile sunt parțial estompate.
- Trecând prin univers, fotonii traversează o serie de "gropi" potențiale (potențial negativ) ale structurilor universului (de exemplu, prin galaxii, roiuri de galaxii etc.). Ei primesc întotdeauna o deplasare gravitațională spre albastru și apoi din nou o deplasare spre roșu. Deoarece potențialul gravitațional general al universului se modifică în timp, efectele nu se anulează complet. Acesta este cunoscut sub numele de efectul Sachs-Wolfe integrat.
- În plus, fotonii sunt deviați pe măsură ce trec prin "gropile" de potențial. Astfel, unghiul la care observăm fotonii nu corespunde exact cu poziția lor în momentul recombinării, ceea ce "lungește" anizotropiile pe scări unghiulare mici.
- Fotonii se pot ciocni de electronii din gazul fierbinte al roiurilor de galaxii. Datorită acestei împrăștieri Compton, energia și frecvența fotonilor cresc în medie ușor. Acest lucru crește numărul de fotoni de înaltă frecvență în raport la spectrul Planck, în timp ce numărul de fotoni de joasă frecvență scade. Acesta se numește efectul Sunyaev-Seldowitsch. [1]